# Erik Olivier Lancelot
Erik Olivier Lancelot (ur. 9 kwietnia 1975), znany również jako AiwarikiaR – norweski muzyk, kompozytor i instrumentalista. Erik Olivier Lancelot znany jest przede wszystkim z występów w zespole muzyki awangardowej Ulver w którym pełnił funkcję perkusisty i flecisty. Z zespołem rozstał się po nagraniu albumu Themes from William Blake’s The Marriage of Heaven and Hell. Przez krótki okres był członkiem Burzum, kiedy Varg Vikernes planował trasę koncertową. Ostatecznie pomysł ten został porzucony. W latach 1992–1993 był członkiem grupy Valhall. Jest jednym z założycieli projektu Umoral, w którym jednak został zastąpiony przez Hellhammera. Obecnie jest administratorem oficjalnej strony Jester Records.

## Dyskografia
- Ulver – Bergtatt – Et Eeventyr i 5 Capitler (1994)
- Ulver – Kveldssanger (1995)
- Ulver – Nattens Madrigal – Aatte Hymne Til Ulven I Manden (1996)
- Arcturus – La Masquerade Infernale (1997, gościnnie)
- Ulver – Themes from William Blake’s The Marriage of Heaven and Hell (1998)
- The Mindtrip Project – Fragmentation (EP, 2000, gościnnie)
- Code – Nouveau Gloaming (2005)
- Nattefrost – Drunk and Pisseskev at Ringnes 2004 (EP, 2006)
- Fenriz Red Planet & Nattefrost – Engangsgrill (2009)